# Teflon Don
Teflon Don è il terzo album discografico in studio del rapper statunitense Rick Ross, pubblicato nel luglio 2010.

## Tracce
1. I'm Not a Star – 3:00
2. Free Mason (feat. John Legend & Jay-Z) – 4:07
3. Tears of Joy (feat. Cee-Lo Green) – 5:33
4. Maybach Music III (feat. T.I., Jadakiss & Erykah Badu) – 4:26
5. Live Fast, Die Young (feat. Kanye West) – 6:13
6. Super High (feat. Ne-Yo) – 3:46
7. No. 1 (feat. Diddy & Trey Songz) – 3:54
8. MC Hammer (feat. Gucci Mane) – 4:59
9. B.M.F. (Blowin' Money Fast) (feat. Styles P) – 4:10
10. Aston Martin Music (feat. Chrisette Michele & Drake) – 4:30
11. All the Money in the World (feat. Raphael Saadiq) – 4:40

## Classifiche
- Billboard 200 - numero 2[1]